# VTJ Litoměřice
VTJ Litoměřice (celým názvem: Vojenská tělovýchovná jednota Litoměřice) byl československý vojenský klub ledního hokeje, který sídlil v Litoměřicích v Severočeském kraji. Založen byl v roce 1957 pod názvem VTJ Dukla Litoměřice. Zařazen byl přímo do druhé hokejové ligy. V nejvyšší ligové soutěži působil klub v sezónách 1961/62 a 1963/64 s bilancí 64 utkání, 18 vítězství, 7 remíz a 39 porážek, skóre 240:370. Vojáci až do roku 1969 odehrávali svá mistrovská utkání v Lovosicích. Ve 2. lize klub setrval až do roku 1991, kdy byl klub po konci sezóny rozpuštěn.
Své domácí zápasy odehrával na zimním stadionu Litoměřice s kapacitou 1 750 diváků. 1.ligu hrála domácí utkání Dukla Litoměřice na ZS v Ústí nad Labem.

## Historické názvy
Zdroj: 
- 1957 – VTJ Dukla Litoměřice (Vojenská tělovýchovná jednota Dukla Litoměřice)
- 1974 – VTJ Litoměřice (Vojenská tělovýchovná jednota Litoměřice)

## Přehled ligové účasti
Stručný přehled
Zdroj: 
- 1957–1961: 2. liga – sk. A (2. ligová úroveň v Československu)
- 1961–1962: 1. liga (1. ligová úroveň v Československu)
- 1962–1963: 2. liga – sk. A (2. ligová úroveň v Československu)
- 1963–1964: 1. liga (1. ligová úroveň v Československu)
- 1964–1967: 2. liga – sk. B (2. ligová úroveň v Československu)
- 1967–1969: 2. liga – sk. A (2. ligová úroveň v Československu)
- 1969–1970: Severočeský krajský přebor (4. ligová úroveň v Československu)
- 1970–1973: Divize – sk. C (3. ligová úroveň v Československu)
- 1973–1977: 2. ČNHL – sk. B (3. ligová úroveň v Československu)
- 1977–1979: 2. ČNHL – sk. C (3. ligová úroveň v Československu)
- 1979–1981: 1. ČNHL – sk. A (2. ligová úroveň v Československu)
- 1981–1982: Severočeský krajský přebor (3. ligová úroveň v Československu)
- 1982–1983: 1. ČNHL – sk. A (2. ligová úroveň v Československu)
- 1983–1987: 2. ČNHL – sk. A (3. ligová úroveň v Československu)
- 1987–1988: 2. ČNHL – sk. B (3. ligová úroveň v Československu)
- 1988–1989: 1. ČNHL (2. ligová úroveň v Československu)
- 1989–1991: 2. ČNHL – sk. B (3. ligová úroveň v Československu)

Jednotlivé ročníky
Zdroj: 
Legenda: ZČ – základní část, červené podbarvení – sestup, zelené podbarvení – postup, fialové podbarvení – reorganizace, změna skupiny či soutěže
| Československo (1957 – 1991) |                            |           |           |                                     |                       |
| Sezóny                       | Soutěž                     | Úroveň    | ZČ        | Play-off, nadstavba, sk. o udržení… | Poznámky              |
| 1957/58                      | 2. liga – sk. A            | 2. úroveň | 3. místo  |                                     |                       |
| 1958/59                      | 2. liga – sk. A            | 2. úroveň | 6. místo  |                                     |                       |
| 1959/60                      | 2. liga – sk. A            | 2. úroveň | 2. místo  |                                     |                       |
| 1960/61                      | 2. liga – sk. A            | 2. úroveň | 1. místo  |                                     | Postup                |
| 1961/62                      | 1. liga                    | 1. úroveň | 10. místo | Skupina o umístění (12. místo)      | Sestup                |
| 1962/63                      | 2. liga – sk. A            | 2. úroveň | 1. místo  |                                     | Postup                |
| 1963/64                      | 1. liga                    | 1. úroveň | 10. místo | Skupina o umístění (11. místo)      | Sestup                |
| 1964/65                      | 2. liga – sk. B            | 2. úroveň | 1. místo  | Kvalifikace o 1. ligu (4. místo)    |                       |
| 1965/66                      | 2. liga – sk. B            | 2. úroveň | 2. místo  |                                     |                       |
| 1966/67                      | 2. liga – sk. B            | 2. úroveň | 7. místo  |                                     | Změna skupiny         |
| 1967/68                      | 2. liga – sk. A            | 2. úroveň | 4. místo  |                                     |                       |
| 1968/69                      | 2. liga – sk. A            | 2. úroveň | 13. místo |                                     | Odstoupení ze soutěže |
| 1969/70                      | Severočeský krajský přebor | 4. úroveň | 1. místo  |                                     | Postup                |
| 1970/71                      | Divize – sk. B             | 3. úroveň | 7. místo  |                                     |                       |
| 1971/72                      | Divize – sk. B             | 3. úroveň | 4. místo  |                                     |                       |
| 1972/73                      | Divize – sk. B             | 3. úroveň | 1. místo  |                                     | Reorganizace          |
| 1973/74                      | 2. ČNHL – sk. B            | 3. úroveň | 5. místo  |                                     |                       |
| 1974/75                      | 2. ČNHL – sk. B            | 3. úroveň | 5. místo  |                                     |                       |
| 1975/76                      | 2. ČNHL – sk. B            | 3. úroveň | 3. místo  |                                     |                       |
| 1976/77                      | 2. ČNHL – sk. B            | 3. úroveň | 2. místo  |                                     | Změna skupiny         |
| 1977/78                      | 2. ČNHL – sk. C            | 3. úroveň | 4. místo  |                                     |                       |
| 1978/79                      | 2. ČNHL – sk. C            | 3. úroveň | 1. místo  |                                     | Reorganizace          |
| 1979/80                      | 1. ČNHL – sk. A            | 2. úroveň | 8. místo  |                                     |                       |
| 1980/81                      | 1. ČNHL – sk. A            | 2. úroveň | 12. místo | Skupina o udržení (7. místo)        | Sestup                |
| 1981/82                      | Severočeský krajský přebor | 3. úroveň | 1. místo  |                                     | Postup                |
| 1982/83                      | 1. ČNHL – sk. A            | 2. úroveň | 12. místo | Skupina o udržení (7. místo)        | Reorganizace          |
| 1983/84                      | 2. ČNHL – sk. A            | 3. úroveň | 3. místo  |                                     |                       |
| 1984/85                      | 2. ČNHL – sk. A            | 3. úroveň | 3. místo  |                                     |                       |
| 1985/86                      | 2. ČNHL – sk. A            | 3. úroveň | 2. místo  |                                     |                       |
| 1986/87                      | 2. ČNHL – sk. A            | 3. úroveň | 2. místo  |                                     | Změna skupiny         |
| 1987/88                      | 2. ČNHL – sk. B            | 3. úroveň | 1. místo  | Finálová skupina (1. místo)         | Postup                |
| 1988/89                      | 1. ČNHL                    | 2. úroveň | 12. místo | Skupina o udržení (4. místo)        | Sestup                |
| 1989/90                      | 2. ČNHL – sk. B            | 3. úroveň | 6. místo  |                                     |                       |
| 1990/91                      | 2. ČNHL – sk. B            | 3. úroveň | 5. místo  | Skupina o udržení B (2. místo)      |                       |